# Мятлево (Калужская область)
Мя́тлево — посёлок в Износковском районе Калужской области. Административный центр сельского поселения «Посёлок Мятлево». Железнодорожная станция Мятлевская.

## Физико-географическое положение
Расположен на федеральной автотрассе А130, в месте её пересечения с железнодорожной линией Калуга — Вязьма, в 63 км к северо-западу от областного центра города Калуги.
Посёлок состоит из 26 улиц, центральной является Интернациональная, до революции — Мятлевское шоссе.
На площади Свобода находится памятник героям Великой Отечественной войны, а также храм в честь иконы Божией матери «Всех скорбящих Радость».
В 2011 году Мятлево стало центром муниципального образования Сельское поселение «Посёлок Мятлево» объединяющее сам посёлок и 12 деревень.

## Часовой пояс
Мятлево, как и Калужская область, находится в часовой зоне МСК (московское время). Смещение применяемого времени относительно UTC составляет +3:00.

## Население
| 1897  | 1913  | 1920  | 1926  | 1939  | 1959  | 1970  |
| ----- | ----- | ----- | ----- | ----- | ----- | ----- |
| 862   | ↗866  | ↗1003 | ↗1286 | ↗2173 | ↗2656 | ↗2715 |
| 1979  | 1989  | 2002  | 2010  |       |       |       |
| ↘2375 | ↘1993 | ↘1610 | ↗1627 |       |       |       |

## История
Посёлок вырос в последней четверти XIX века вокруг железнодорожной станции Ряжско-Вяземской железной дороги, в Медынском уезде Калужской губернии.
6 (18) октября 1878 года походным порядком от станции Мятлево в город Медынь следовали бойцы 6-й батареи 2-й гренадерской артиллерийской бригады, возвращаясь с Русско-Турецкой войны.
Мятлевcкая станция была построена в 1874 году и названа в честь местного помещика Ивана Петровича Мятлева, уступившего землю для постройки этого участка железной дороги, с условием, что его имя будет увековечено.
В конце XIX — начале XX века посёлок, благодаря железной дороге, был довольно зажиточным, крупнейшие купцы и промышленники — Михаил Васильевич Арефьев и Дмитрий Егорович Богданов, сфера их коммерческих интересов была достаточно широка.
В 1888 году в Мятлево открылось почтово-телеграфное отделение, в 1914 году — телефонная станция.
В 1897 году в Мятлеве проживало около тысячи жителей. Грузооборот железнодорожной станции был в это время значительным. Со станции отгружалось (в пудах): деревянных изделий — 13 5999, льна — 13 904, леса — 286 875, льняного и конопляного масла — 52 689 и т. д..
В начале XX века Мятлево входило в Барсуковскую волость Медынского уезда Калужской губернии. На 1912 год в посёлке зарегистрированы:
- Маслобойный завод Богданова и Арефьева (66 работников, объём годового производства 280 000 рублей) ;
- Кожевенный завод Торгового дома бр. Ершовы (48 работников, объём годового производства 34 500 рублей)[20].

В летние месяцы 1896, 1897, 1899 годов репетитором детей Д. Е. Богданова был Дмитрий Ильич Ульянов
В 1907 году в поселке Мятлево купцами Д. Е. Богдановым и М. В. Арефьевым была возведена церковь Вознесения Господня.
В 1926 году была образована Мятлевская волость (одна из шести волостей Медынского уезда), объединившая 20 сельсоветов с населением 16 833 человек, в 1927 году — Мятлевский уезд. В 1929 году был создан Медынский район, а Мятлевский уезд, соответственно, ликвидирован.
До 1985 года Мятлево входило в состав Медынского района и исторически связано с деревнями Кононово, Нижний Склад, Пушкино и Юдинка.

## Общественная жизнь
В 2011 году жителям Мятлева и дачникам удалось заблокировать планы по строительству вблизи посёлка мусоросжигательного завода. Под обращением подписались 400 человек, около 700 человек участвовали в митинге протеста.

## Промышленность и предпринимательство
Посёлок является значимым транспортным узлом Калужской области. Наиболее значимые промышленные предприятия заняты заготовкой древесины, распиловкой леса, производством пиломатериалов, переработкой металлолома.

## Образование
Земская школа (одноклассное училище) появилась в поселке в 1889 году, первый директор — Н. А. Предтеченский (1865—1939). Земля под здание школы была уступлена И. П. Мятлевым, попечителем стал Е. Богданов, с 1899 г. — Д. Е. Богданов. На свои деньги он возвёл здание для двухклассного училища (открылось в сентябре 1901 г.), дом для учителей (сохранился поныне) и хозяйственные постройки. В 1914 году Мятлевская школа стала семилетней.
В посёлке имеется средняя школа (в 2013 г. удостоена звания лучшей школы Калужской области) и библиотека. В центральной части сохранилась дореволюционная застройка в псевдо-русском стиле, особенного внимания заслуживает богато украшенный дом купца Арефьева, в котором до 2011 г. был расположен техникум.

## Религия
До революции 1917 года в Мятлево был построен храм в честь Вознесения Господня. Во время Великой Отечественной войны храм был взорван. 11 мая 1994 года, по просьбе верующих и с благословения архиепископа Калужского и Боровского Климента, приход был возрождён иеромонахом Игнатием (Душеиным). Сначала приход собирался в одной из комнат поселкового клуба, затем в частном доме дома. После — в доме, выделенном администрацией посёлка.
Закладка нового храма в честь иконы Божией Матери «Всех Скорбящих Радость» была совершена в день престольного праздника — 6 ноября 1995 года. 3 ноября 1996 года архиепископом Калужским и Боровским Климентом совершено освящение деревянного храма.
С 2008 по 2011 год храм был переделан.
В 2012 году настоятель храма игумен Игнатий (Душеин) вышел за штат Калужской епархии Русской Православной Церкви и вместе с частью прихожан перешёл в ИПЦ (Архиерейского совещания РПАЦ), где был рукоположён в сан епископа Калужского и Обнинского. На частной территории Игнатием построен храм в честь иконы Божией Матери «Всех скорбящих Радость».
В настоящее время в п. Мятлево существует два храма с одинаковым названием — в честь иконы Божией Матери «Всех скорбящих Радость», один принадлежит Русской Православной Церкви, другой — епископу Калужскому и Обнинскому Игнатию (Душеину) Архиерейского совещания Российской православной автономной церкви.